# Jigoku Sensei Nube
Jigoku Sensei Nube (地獄先生ぬ～べ～ lit. Nube, el maestro del Infierno?) es un manga japonés que narra las aventuras de Meisuke Nueno, también conocido como Nube, un maestro de la escuela primaria Dohmori. Tiene la capacidad de exorcizar demonios y espíritus, gracias al poder de un poderoso demonio que encerró en su mano izquierda la cual siempre cubre con un guante negro. La historia se basa en las aventuras y travesuras de los alumnos de Nube en la escuela, su relación amorosa con su colega la maestra Ritsuko y después con Yukime, una mujer de la nieve que conoció mientras esquiaba en sus vacaciones. El manga fue creado por Okano Takeshi y Sō Mahara en la revista Shōnen Jump y distribuido por Shueisha. El manga consta de 31 volúmenes. Una serie de televisión de anime de 49 episodios de Toei Animation se transmitió en TV Asahi desde abril de 1996 hasta agosto de 1997. El anime resultó en tres películas y tres episodios de animación de video original (OVA). Una nueva adaptación televisiva de la serie de anime producida por Studio Kai se estrenó en julio de 2025.

## Sinopsis
Lo que parece un día normal en la escuela primaria Dōmori se ve interrumpido por algún fenómeno extraño, generalmente dirigido contra uno de los propios estudiantes de Nūbē. Nūbē se ve obligado a actuar, la mayoría de las veces usando el poder de la Mano del Demonio para ayudar a resolver el problema, pero ocasionalmente la solución radica en otra de sus armas espirituales, o de alguna manera razonando con la entidad amenazante o apaciguándola. Al final, las cosas siempre parecen volver a la normalidad, y Nūbē y sus estudiantes han aprendido algo de la experiencia. La mayor parte de la serie conserva una fórmula episódica, renunciando a una historia general a favor de una acción más impulsada por los personajes, aunque hay varios antagonistas recurrentes a lo largo de la serie, así como algunos arcos argumentales más largos hacia el final de la serie.

## Personajes

### Humanos
- Meisuke Nueno

 Seiyū: Ryōtarō Okiayu
El protagonista de la serie, vive en un departamento dentro de la escuela. Es un profesor mal pagado que apenas completa para pagar las cuentas. Nube tiene la facultad psíquica de ver los espíritus y demonios. Su poder creció el día en que su maestra Minako combatió a un demonio poderoso, pero murió en el intento. Su maestra fue llevada al infierno donde desafió a un demonio allí, pero este resultó victorioso, así que tomó su alma para alimentarse de ella. Años más tarde, justo 2 años antes de llegar a la primaria Dohmori, el demonio reaparece en una alumna de Nube cuando se encontraba en otra escuela. Para evitar que el demonio poseyera a su alumna, con la ayuda del espíritu de su maestra Minako, los encerró a ambos en su mano izquierda, quedándole la mano izquierda de demonio, motivo por el cual siempre la cubre con un guante negro.
- Ritsuko Takahashi

 Seiyū: Michiko Neya, Aya Endō (2025)
Es la bella maestra de la escuela Dohmori, tiene miedo de cualquier cosa que esté relacionado con lo sobrenatural, por eso no se lleva bien con Nube quien siempre intenta ligársela. En el transcurso de la historia, ella se enamora de Meisuke al haber visto como le defendía de un monstruo.
- Hiroshi Tateno

 Seiyū: Toshiko Fujita, Ryōko Shiraishi (2025)
Alumno de la escuela, desordenado, mal estudiante, hiperactivo, es muy bueno para jugar fútbol y que siempre se mete en líos. En el primer episodio fue posesionado por un monstruo, pero Nube lo exorciza, empezando a tener respeto por su maestro.
- Kyoko Inaba

 Seiyū: Rumi Kasahara, Aya Suzaki (2025)
Una alumna de la escuela. Ya conocía a Nube cuando este la exorcizó cuando ella era una niña. Es amable pero siempre está discutiendo con Miki. Ayuda a Nube a combatir los demonios y espíritus. Ella se encuentra enamorada de Hiroshi.
- Miki Hosokawa

 Seiyū: Miina Tominaga, Tomoyo Kurosawa (2025)
Es una chica precoz, maliciosa, burlona y chismosa. Suele hacer alarde del tamaño de su busto frente a Kyoko y coquetea con Hiroshi. Se le muestra burlona con Nube, pero ella siente respeto por él.
- Makoto Kurita

 Seiyū: Megumi Urawa, Shiho Kokido (2025)
El más pequeño de todos, es un chico miedoso que a veces sorprende a los demás con actos de valentía. A veces crea travesuras.
- Katsuya Kimura

 Seiyū: Kazunari Tanaka, Ryōta Iwasaki (2025)
El alumno que por su apariencia es el mayor de todos. Es perezoso, no hace sus tareas, falta a las clases, inventa excusas a los maestros, etc. 
Protege mucho a su hermana Manami.
- Noriko Nakajima

 Seiyū: Machiko Toyoshima
Una alumna aplicada, seria y amable. Es encargada de la biblioteca de la escuela. Tiene un cabello rosado muy particular.
- Akira Yamaguchi

 Seiyū: Michiyo Yanagisawa
Es un alumno muy responsable y trabajador. De niño casi muere ahogado, encontrándose entre los límites del cielo y el infierno donde los niños que mueren antes que sus padres, deben apilar piedras y son agredidos por el Monstruo del terror, el cual lo sigue al mundo de los humanos luego de recibir respiración artificial. Desde entonces sufre mucho para que las cosas le salgan bien, esto se debe a que un monstruo evita que él tenga éxito. Más tarde es eliminado para que sus esfuerzos no sean en vano.
- Masaru Kaneda

 Seiyū: Ginzou Matsuo
El abusivo de su clase que por su tamaño se aprovecha de los demás niños y cree que las mujeres son inferiores. Suele ser muy irresponsable. En sus ratos libres le gusta jugar con muñecas.
- Shizuka Kikuchi

 Seiyū: Emi Uwagawa
Es una niña tranquila y calmada, amiga de Noriko. Tiene una antigua muñeca tradicional que tiene alma propia.
- Shuuichi Shirato

El adinerado de la clase. Es refinado, pedante y arrogante. Le interesa todo lo relacionado con los ovnis, diciendo que pronto los seres humanos y los extraterrestres formaran una alianza, generando la era de las galaxias.
- Eiji Yamada

Alumno del salón de Nube de carácter secundario. Lo poco que se sabe es que se copian de sus exámenes, como Miki, que se sienta junto a él.
- Izuna Hazuki

Una adolescente con poderes sobrenaturales, pero le gusta el dinero, el poder espiritual y la apariencia física de los hombres. Cuenta con la ayuda de unos zorros que cumplen diversos roles como la adivinación. Al final quiere que Nube le enseñe a mejorar su poder espiritual.
- Maestra Minako

Fue la maestra de Nube en la infancia. Ella fue su inspiración para convertirse en maestro y en lo sobrenatural. Tenía la habilidad de exorcizar demonios, hasta el día combatió a un ser poderoso que poseyó a Nube cuando niño y falleció. Su alma y el espíritu del monstruo están en la mano izquierda de Nube.
- Manami

Hermana menor de Katsuya Kimura. Ella es todo lo contrario a su hermano. A veces se mete en problemas con los espíritus. Su hermano Katsuya siempre la protege.
- Director de la escuela Dohmori

Un sujeto amable y tranquilo. Él fue quien contrató a Nube como maestro de la escuela. Hace apariciones de vez en cuando en el anime.
- Subdirector de la escuela Dohmori

Un sujeto que vive con mal humor y que siente cierta repelencia hacia Nube.
- Kumiko Ijima

Alumna del salón de Nube. Le gusta dibujar. Es muy amable, pero es insegura de sí misma. Sólo aparece en una de las películas de la serie.
- Madre de Kyoko

Una madre que siempre regaña a su hija. No aparece mucho en el anime.
- Madre de Miki

Una madre que deja que su hija haga lo que quiera. Al igual que la madre de Kyoko, no aparece mucho en el anime.
- Maestro Ichikawa

Un maestro barbón el cual se lleva bien con la mestra Ritsuko. De niño vivió en las montañas y conoce muy bien la leyenda de las mujeres de la nieve. Cuando él se entera de que Yukime es una mujer de la nieve no se asusta, pero le aclara que Yukibe no es su hijo sino una extensión de ella.
- Ai Shinozaki

Una alumna prodigiosa, y experta violinista. Aparece en el capítulo 31, donde se roba un dulce y como sintió tanta emoción en el acto vuelve a incidir. Con el tiempo van apareciendo ojos en su cuerpo. Nube se da cuenta y dice que aparecen porque cometió un pecado y fue poseída por un espíritu y debe confesar para que los ojos desaparezcan. Al final confiesa y los ojos desaparecen. Es muy cercana a Makoto.
- Jun

Aparece en la película Gozen o toki Nube Shisu. Es un alumno nuevo del salón. Se pone una máscara de payaso y empieza a causar problemas.

### Sobrenaturales
- Yukime

 Seiyū: Ai Kakuma (2025)
Una mujer de la nieve. Nube la salvo cuando ella era pequeña de un montañés armado y ahora hace cualquier cosa para que se enamore de ella. Le desagrada el calor y suele congelar todo lo que se encuentra cerca de ella. En otro capítulo, un monstruo enviado por el dios de la montaña, la engaña prometiéndole que la convertirá en humana si mata a la maestra Ritsuko, pero los sentimientos humanos de Yukime son fuertes y desiste. El monstruo es eliminado pero Yukime resulta muy debilitada. Nube se enamora de ella en el último momento, pero ella desaparece producto del agotamiento. Regresa como una mujer de la nieve pero con una personalidad fría y maléfica. Nube logra hacer que recupere su memoria y empieza a estar junto con ella.
- Tamamo Kyosuke

 Seiyū: Toshiyuki Morikawa (2025)
Es un espíritu de zorro hechicero disfrazado de humano que quiere acabar con la humanidad por haber contaminado la Tierra. En un principio, deseaba el cráneo de Hiroshi debido a que tenía las medidas necesarias para convertirse en humano y así cumplir con la profecía cuando un zorro hechicero cumple más de 400 años de edad. Se enfrenta a Nube pero lo derrota 2 veces, esto hace que Tamamo se interese por la humanidad y decide ser doctor.
- Fantasma de la Casa

Es el fantasma de una niña que trae buena suerte y felicidad a las personas que son amables con ella, pero si le hacen daño castiga a las personas con mala suerte.
- Yukibe

Fue engendrado por Yukime. De acuerdo con la leyenda de las mujeres de la nieve, ellas crean mensajeros a su imagen y se irán para cumplir con su misión de anunciar el invierno. Uno de estos llega a la escuela Dohmori. Se supone que deben ser la misma imagen de Yukime, pero este se parece tanto a Yukime como a Nube debido a que ella no puede dejar de pensar en Nube. Todos los alumnos pensaron que era el hijo ilegítimo de Nube con Yukime, por lo que las críticas no se hicieron esperar, pero el director aclara las cosas. Más tarde Nube se pone a jugar con todos ellos y así quedan libres para cumplir con su misión.
- Bakki

Es el nombre del demonio que Nube encerró en su mano izquierda. Le gusta lastimar a las personas. Tiene un hermano llamdao Zekki y una hermana llamada Minki. En un capítulo logra controlar parcialmente el cuerpo de Nube, pero gracias a Tamano, Hiroshi, Kyoko y el espíritu de la Maestra Minako, no pudo completar su ambición.
- Minki

Hermana menor de Bakki. No aparece en el anime. Al tomar forma humana empieza a encariñarse con los humanos y quiere vivir como ellos. En el manga se mete en la mano de Nube para controlar a Bakki.
- Sasaki

Es el fantasma de un niño problema que vivió hace varios años. Era alumno de la escuela Dohmori. Era un niño muy agresivo y violento ya que amenazó con quemar la escuela. Un maestro lo sorprendió en el acto y lo persiguió por las escaleras de la azotea del edificio viejo, pero tropezó y se rompió el cuello muriendo instantáneamente. Desde entonces su alma busca la compañía de chicos como él, haciendo aparecer 13 escalones en vez de 12 durante la noche sólo para los chicos vándalos. Al pisar el último escalón, el chico será llevado a otra dimensión para acompañar a Sasaki para siempre, pero Nube cierra el portal evitando que las almas de Sasaki y los demás fantasmas se vayan al cielo y vuelvan a cometer estragos.
- Tsuwabukimaru

Es un niño-lobo que un día es raptado por humanos y es obligado a actuar como un ser humano en contra de su voluntad. Sólo aparece en el manga.
- Sariki

Monstruo rosado, de gran tamaño, tiene cuello largo, gruesos brazos y múltiples patas que usa para movilizar autos destrozados a su antojo. Puede pasar de un mundo a otro usando portales dimensionales, pero no podía volver a su mundo producto del desequilibrio magnético provocado por torres de alta tensión colocadas por el hombre. Nube lo ayuda a regresar a su mundo.
- Hayame

Es una sirena que al igual que Yukime, ama mucho a Nube, sin embargo, el método de enamoramiento de Hayame consiste en obsesivamente obligar a Nube a comer de sus escamas los cuales se dicen que pueden otorgar la vida eterna. Sólo aparece en el manga.
- Yon (Yo)

Era el muñeco de anatomía de la escuela Dohmori que obtuvo su propia alma ya que los alumnos le tenían bastante cariño. Deseo ser alumno de la escuela pero no lo aceptaron por lo que era y se puso triste. Le tuvieron lástima y lo invitaron a jugar, pero sintió la calidez de lo que es ser humano y se obsesiona con posesionar el cuerpo de Kyoko. Su cuerpo se hizo pedazos y Nube lo guarda, pero desaparece. Luego, un chico extraño saluda a Nube, este lo reconoce y se quita el sombrero, pero la mitad de su cara no tiene piel y los alumnos se asustan. Nube le dice que tiene que corregirlo para ser humano, por lo que se va de la escuela.
- Jatamomba

Es un monstruo con bastante poder espiritual que le permite rechazar la mano de monstruo de Nube. Tiene la habilidad de convertir los objetos en hojas de espada. En la era medieval del Japón era una espada utilizada para cortar las cabezas de muchos samurái o pecadores. La ira y el rencor producida por las personas que murieron le dieron forma de monstruo. Este despierta cuando Katsuya roba el diesmo del templo para comprar un videojuego para su hermana. Katsuya habla con Nube pero no menciona el robo, Nube le dice que intentará calmar su ira y Katsuya decide regresar el dinero, pero como ya no tenía dinero le pide prestado a Hiroshi y Kyoko. Estos junto a Katsuya y Manami van al templo para devolver el dinero. Katsuya le miente a su hermana Manami que Hiroshi enojó al espíritu. A pesar de que devuelven el dinero no sirve y la espada se transforma en Jatamomba y huyen. Van con Nube para protegerse después de mucho batallar Katsuya confiesa, idean un plan y acaban con el monstruo. En otro capítulo aparece cuando los alumnos toman la espada para ayudar a Nube a combatir a un monstruo que lo poseía, también aparece en el capítulo 29 como una ilusión en la sala del terror para dar una lección a los bravucones que destrozaron el escenario.
- Monstruo de las cinco lenguas

Es un monstruo que le gusta torturar a personas chismosas al robar su sombra para luego decir chismes ofensivos usándola para que las personas se alejen de la víctima. Al final, cuando ésta deja de tener amigos, debora su alma. En el capítulo 3 se apodera de la sombra de Miki, pero Nube lo destruye fácilmente.

## Media

#### Serie de 1996
Una adaptación de la serie de televisión de anime de 49 episodios, producida por Toei Animation, fue transmitida por TV Asahi entre el 13 de abril de 1996 y el 7 de agosto de 1997. El tema de apertura es "Bari Bari Saikyou no. 1" de Feel So Bad. El primer tema final es "Mienai Chikara -Invisible One-" de B'z, y el segundo final es "Spirit" de Pamelah.

#### Serie de 2025
En julio de 2024, se anunció que el manga recibirá una nueva adaptación al anime. La serie está producida por Studio Kai y dirigida por Yasuyuki Ōishi. Yoshiki Ōkusa se encarga de la composición, Yū Yoshiyama del diseño de personajes y Evan Call de la música. Se estrenará el 2 de julio de 2025 en el nuevo bloque de programación IMAnimation W de TV Asahi. La serie se emitió en dos cursos divididos, y el segundo curso se estrenará en enero de 2026. El primer tema de apertura es "P0WER-AkuryoTaisan-", interpretado por Shintenchi Kaibyaku Shudan: Zigzag, mientras que el primer tema de cierre es "Sunflower", interpretado por Chilli Beans. REMOW obtuvo la licencia de la serie y la transmitió a nivel internacional a través en el canal de YouTube It's Anime, en Asia a través de Netflix (excepto en Japón y China continental), en América Latina a través de Anime Onegai y en Italia a través de ANIME GENERATION.